# Taravalia nucifera
Taravalia nucifera là một loài thực vật có hoa trong họ Cửu lý hương. Loài này được (Greene) Greene miêu tả khoa học đầu tiên năm 1906.